# Lactistomyia dimidiata
Lactistomyia dimidiata är en tvåvingeart som beskrevs av Luigi Bellardi 1861. Lactistomyia dimidiata ingår i släktet Lactistomyia och familjen puckeldansflugor. Inga underarter finns listade i Catalogue of Life.